# Kalandula Falls
Kalandula Falls (portugisiska: Quedas do Duque de Bragança, Quedas de Calandula, Quedas de Kandula) är ett vattenfall i Angola.   Det ligger i provinsen Malanje, i den nordvästra delen av landet, 300 kilometer öster om huvudstaden Luanda. Kalandula Falls ligger 1 067 meter över havet.
Terrängen runt Kalandula Falls är huvudsakligen platt, men den allra närmaste omgivningen är kuperad. Terrängen runt Kalandula Falls sluttar söderut. Runt Kalandula Falls är det glesbefolkat, med 15 invånare per kvadratkilometer..
I omgivningarna runt Kalandula Falls växer huvudsakligen savannskog.